# Army Men: Land, Sea, Air
Army Men: Land, Sea, Air (Army Men: World War - Land, Sea, Air) est un jeu vidéo de tir à la troisième personne développé et édité par The 3DO Company, sorti en 2000 sur PlayStation.

## Accueil
- Joypad : 4/10[1]